# Sonny Tufts
Bowen Charlton "Sonny" Tufts III (16 de julho de 1911 – 4 de junho de 1970) foi um ator americano de teatro, cinema e televisão. Ele é mais conhecido pelos filmes que fez como estrela contratada na Paramount na década de 1940, incluindo So Proudly We Hail!. Ele também estrelou o clássico cult Cat-Women of the Moon.

## Início da vida e família
Bowen Charlton Tufts III (apelidado de "Sonny") nasceu em Boston em uma proeminente família de banqueiros, filho de Octavia Emily e Bowen Tufts. O patriarca da família Tufts, Peter Tufts, partiu de Wilby, Norfolk, Inglaterra para a América em 1638. Seu tio-avô era o empresário e filantropo Charles Tufts, que deu nome à Universidade Tufts.
Mais tarde, ele rompeu com a tradição bancária da família ao não estudar administração em Harvard, optando por estudar ópera na Yale University, onde foi editor da revista de humor do campus The Yale Record. Ele era membro da sociedade Skull and Bones e jogou pelo time de futebol de Yale.
Durante uma turnê em Nápoles, Tufts decidiu estudar ópera. Ele estudou ópera em Paris por um ano e nos Estados Unidos por três.

## Carreira
Depois de se formar em Yale em 1935, Tufts fez um teste com o Metropolitan Opera na cidade de Nova York, mas acabou trabalhando nos palcos da Broadway.
Um colega de classe de Tufts em Yale mais tarde o convenceu a se mudar para Hollywood para começar a carreira de ator. Ao chegar em Hollywood, o amigo de Tufts, o gerente do hotel Jack Donnelly, acompanhou Tufts à Paramount Pictures e o apresentou a um diretor de elenco Joe Egli. Egli fez um teste de tela com Tufts, que então assinou contrato com a Paramount.
Seu primeiro papel foi como Kansas, um afável fuzileiro naval e interesse amoroso de Paulette Goddard no drama romântico da Segunda Guerra Mundial de 1943, So Proudly We Hail!. O filme foi um sucesso de crítica e bilheteria, em grande parte devido às três protagonistas femininas: Claudette Colbert, Paulette Goddard e Veronica Lake. A atuação de Tufts foi elogiada pela crítica. Após o lançamento do filme, Tufts recebeu 1.700 cartas de fãs por semana e foi nomeado "The Find of 1943".
Devido a uma antiga lesão no futebol universitário, Tufts foi um dos poucos atores masculinos que não serviu no exterior na guerra. Ele foi emprestado pela RKO, que procurava um protagonista para apoiar Olivia de Havilland na comédia Government Girl (1944); A Paramount conseguiu Maureen O'Hara em troca. O filme foi um grande sucesso e Tufts foi eleita a "Estrela do Amanhã" número um pelos expositores em 1944.
Sandrich dirigiu o próximo filme de Tufts, Here Come the Waves (1944), que foi um grande sucesso, em parte devido às estrelas Bing Crosby e Betty Hutton. Sandrich morreu em 1945. A Paramount o experimentou em um faroeste The Virginian (1946), embora fosse um papel coadjuvante. Ele se reuniu com De Havilland em The Well-Groomed Bride (1946), substituindo Dennis O'Keefe, mas ela acabou com Ray Milland no final do filme.
Foi dirigido por John Farrow, que também usou Tufts em Blaze of Noon (1947) interpretando um dos quatro irmãos que voam. Depois de uma participação especial em Variety Girl (1947), Tufts deixou a Paramount. Ele estava em um thriller com John Payne, The Crooked Way (1949), onde interpretou um vilão. Ele era amigo de Victor Mature em Easy Living (1949) na RKO. Ele foi preso por embriaguez pública em 1950 e 1951.
No início dos anos 1950, a popularidade de Tufts começou a diminuir e sua carreira começou a declinar. Ele se separou de sua esposa em 1951 e ela se divorciou dele em 1952, dizendo que sua bebida havia se tornado "intolerável". Ficou um ano desempregado até receber uma oferta da Grã-Bretanha para fazer The Gift Horse (1952) com Richard Attenborough.
Em 1953 ele esteve em No Escape e estrelou outro filme de baixo orçamento, Cat-Women of the Moon, que se tornou um clássico cult.

### Agressões
Em março de 1954, uma stripper chamada Barbara Gray Atkins processou Tufts por US$ 25.000 em danos depois que ela alegou que ele mordeu sua coxa esquerda enquanto seus dois amigos e ele estavam visitando sua casa. Atkins posteriormente desistiu do processo contra Tufts.
Em abril de 1954, uma dançarina de 19 anos chamada Margarie Von acusou Tufts de mordê-la na coxa direita enquanto ela relaxava a bordo de um iate atracado na Newport Beach. Von processou Tufts em US$ 26.000, alegando que a mordida deixou uma cicatriz de três polegadas. Von mais tarde pagou US$ 600. Em agosto de 1955, uma terceira queixa foi apresentada contra Tufts quando Adrienne Fromann alegou que o ator a espancou e machucou em um restaurante.
A carreira de Tufts se recuperou brevemente quando ele foi escalado para um pequeno papel na comédia The Seven Year Itch (1955), estrelada por Tom Ewell e Marilyn Monroe. Em 1956, Tufts teve um papel coadjuvante no drama Come Next Spring para a Republic Pictures. Depois de filmar The Parson and the Outlaw em 1957, e ser preso por embriaguez pública novamente, Tufts retirou-se para um rancho no Texas.

### Últimos papeis

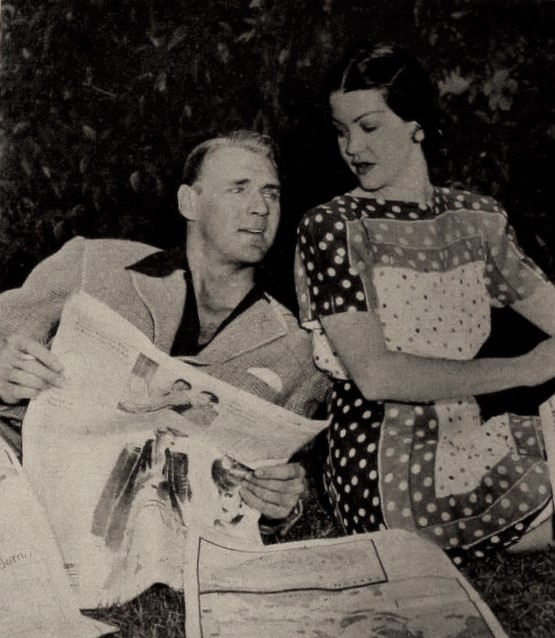
Sonny Tufts e sua esposa Barbara Dare, 1943

Tufts voltou a atuar em 1963 com uma participação especial em The Virginian interpretando o pai de Trampas (Doug McClure) e em um especial de TV de Bob Hope, Have Girls Will Travel (1964). Ele estava em Town Tamer (1965) e "The Ordeal of Bud Windom" em The Loner (1965) com Lloyd e Jeff Bridges. Seus últimos papéis na tela foram Cottonpickin' Chickenpickers (1967) e o filme para televisão de 1968 Land's End. Ele apareceu várias vezes como ele mesmo em Rowan &amp; Martin's Laugh-In em 1968.

## Vida pessoal
Em 1938, Tufts casou-se com a dançarina espanhola Barbara Dare. Eles se separaram em 1949 e Dare pediu o divórcio em 1951, citando o consumo excessivo de álcool de Tufts como o motivo do fim do casamento.

## Morte
Em 4 de junho de 1970, Tufts morreu de pneumonia aos 58 anos no Hospital St. John's em Santa Monica, Califórnia. O funeral privado de Tufts foi realizado em 7 de junho em Beverly Hills, após o qual ele foi enterrado no Cemitério Munroe em Lexington, Massachusetts.

## Filmografia
| Ano  | Título                                     | Função                           | Notas          |
| ---- | ------------------------------------------ | -------------------------------- | -------------- |
| 1943 | Tão orgulhosamente saudamos!               | Kansas                           |                |
| 1944 | garota do governo                          | EH 'Ed' Browne                   |                |
| 1944 | Eu amo um soldado                          | Dan Kilgore                      |                |
| 1944 | Lá Vêm as Ondas                            | Vento "Pinetop" Windhurst        |                |
| 1945 | Traga as meninas                           | Phil North                       |                |
| 1945 | Duffy's Tavern                             | Sonny Tufts                      | Papel de cameo |
| 1945 | Senhorita Susie Slagle                     | Pug Prentiss                     |                |
| 1946 | o virginiano                               | Steve Andrews                    |                |
| 1946 | A noiva bem arrumada                       | Tenente Torchy McNeil            |                |
| 1946 | Tipo excelente                             | Jim Duncan                       |                |
| 1946 | Juro                                       | Oliver Clarke                    |                |
| 1947 | Assim como vem, também vai                 | Kevin O'Connor                   |                |
| 1947 | Chama do meio-dia                          | Roland McDonald                  |                |
| 1947 | garota variedade                           | Sonny Tufts                      |                |
| 1948 | A Raça Indomável                           | Tom Kilpatrick                   |                |
| 1949 | O Caminho Torto                            | Vicente Alexandre                |                |
| 1949 | Vida fácil                                 | Tim "Pappy" McCarr               |                |
| 1953 | glória no mar                              | Marinheiro comum 'Yank' Flanagan |                |
| 1953 | Corra para as colinas                      | Charlie Johnson                  |                |
| 1953 | nenhuma escapatória                        | Det. Simon Shayne                |                |
| 1953 | Mulheres-Gato da Lua                       | Laird Grainger                   |                |
| 1954 | Ilha da Serpente                           | Pete Mason                       |                |
| 1955 | O Pecado Mora Ao Lado                      | Tom MacKenzie                    |                |
| 1956 | Come Next Spring                           | Leroy Hightower                  |                |
| 1957 | The Parson and the Outlaw                  | Jack Slade                       |                |
| 1965 | Town Tamer                                 | carmichael                       |                |
| 1967 | Colhedores de Frango Colhedores de Algodão | Primo Urie                       |                |

| Ano  | Título                               | Função        | Notas                                   |
| ---- | ------------------------------------ | ------------- | --------------------------------------- |
| 1955 | Teatro Damon Runyon                  | Sam           | Episódio: "A Tale of Two Citizens"      |
| 1963 | o virginiano                         | Frank Trampas | Episódio: "Ride a Dark Trail"           |
| 1964 | Bob Hope apresenta o Teatro Chrysler | Monge         | Episódio: "Have Girls, Will Travel"     |
| 1965 | O solitário                          | Barney Windom | Segmento: "A Provação de Bud Windom"    |
| 1965 | Minha mãe o carro                    | Ele mesmo     | Episódio: "E deixe o Drive-In para nós" |
| 1968 | Fim das terras                       | Hal           | filme de televisão                      |
| 1968 | A risada de Rowan e Martin           | Ele mesmo     | Vários episódios                        |